# Francis Baily
Francis Baily (28 de abril de 1774 - 30 de agosto de 1844) fue un astrónomo británico. Su nombre está unido al fenómeno conocido como perlas de Baily, que son una serie de puntos luminosos con apariencia de diamantes visibles alrededor del perímetro de la silueta de la Luna durante algunos eclipses de Sol.

## Biografía
Baily nació en Newbury, (Berkshire) en 1774, hijo de Richard Baily. Tras un viaje por zonas todavía sin colonizar de Norte América en 1796–1797 (cuyo diario fue editado cincuenta años después por el matemático Augustus de Morgan en 1856), Baily comenzó a trabajar en la Bolsa de Londres en 1799. El éxito de sus publicaciones económicas (como las Tablas de Adquisición y Renovación de Alquileres (1802), La Doctrina de Intereses y Anualidades (1808), o La Doctrina de Anualidades de Seguros de Vida (1810)), le hicieron ganar una gran reputación como experto en tasas de mortalidad; amasando una considerable fortuna que le permitió retirarse de los negocios en 1825, y dedicarse a tiempo completo a su verdadera pasión, la astronomía.
Hacia 1820, Baily participó en la fundación de la Royal Astronomical Society, recibiendo la Medalla de oro de esta institución en 1827 y en 1843, siendo su presidente en cuatro ocasiones.
También fue elegido miembro extranjero honorario de la Academia Americana de Artes y Ciencias en 1832.
Falleció en Londres el 30 de agosto de 1844 y fue enterrado en la sepultura familiar de la St Mary's Church de Thatcham. 

## Realizaciones

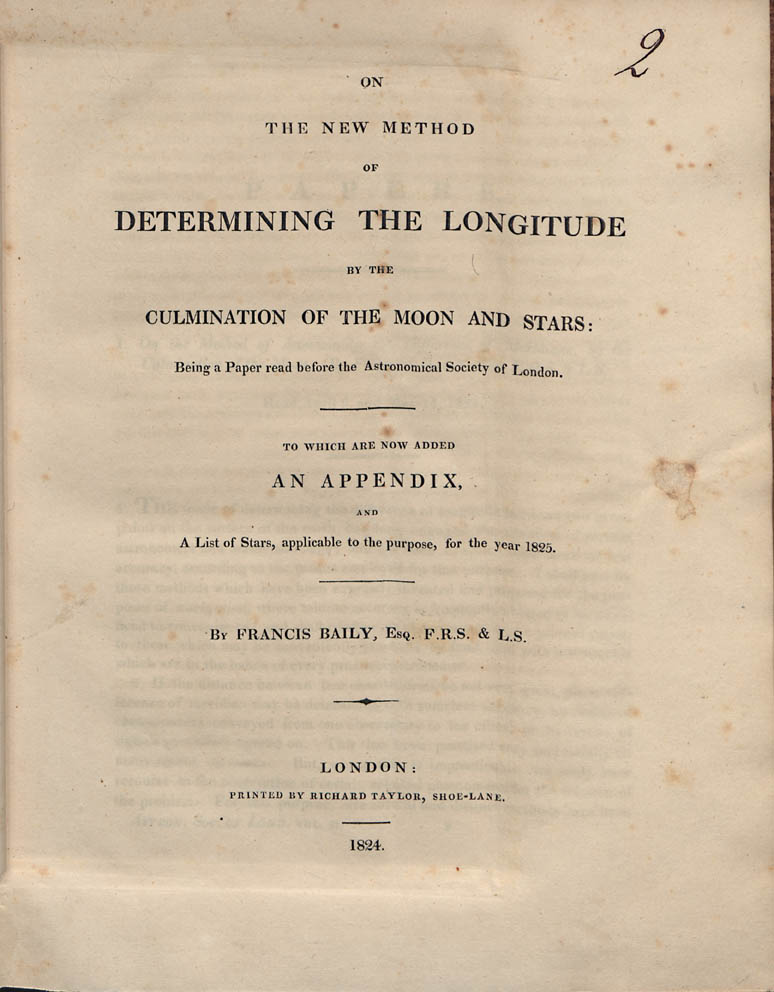
On the new method of determining the longitude by the culmination of the moon and stars, 1824

Recomendó a la British Association en 1837, y en gran parte ejecutó, la reducción de los catálogos de Joseph Lalande y Nicolas Louis de Lacaille conteniendo alrededor de 57.000 estrellas; y supervisó la compilación del Catálogo de 8377 estrellas de la British Association (publicado en 1845); y la revisión de los catálogos de Tobias Mayer, Ptolomeo, Ulugh Beg, Tycho Brahe, Edmund Halley y Hevelius.
Su observación de las "perlas de Baily" durante un eclipse anular de sol el 15 de mayo de 1836, inauguró la era moderna de las expediciones astronómicas. Este fenómeno se debe a que el disco de la Luna, en tales circunstancias no cubre exactamente el disco solar, dejando filtrar alrededor de su circunferencia brillos de luz, siendo este efecto especialmente notable durante el eclipse total del 8 de julio de 1842, observado por el propio Baily desde Pavía.

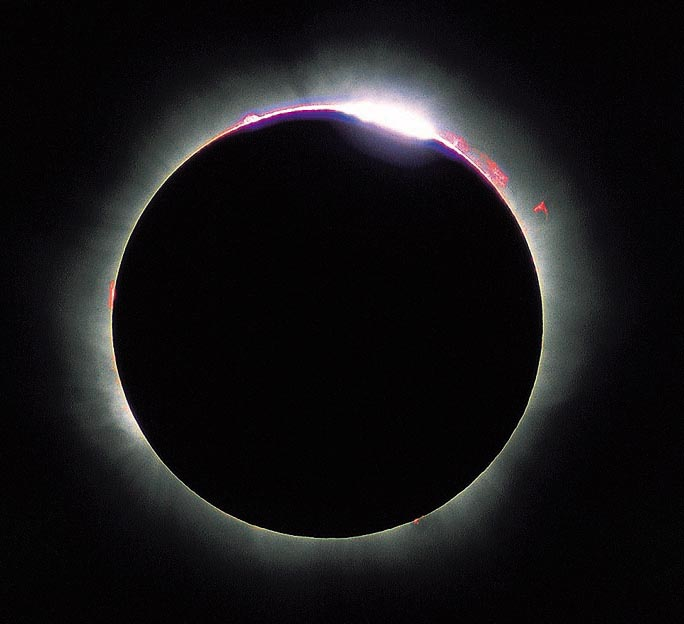
"Granos" o "perlas" de Baily

También realizó experimentos con péndulos con los que dedujo con gran precisión la elipticidad de la forma de la Tierra, y entre 1838 y 1842 reconstruyó las laboriosas operaciones de Henry Cavendish para calcular la densidad media de la Tierra, obteniendo un valor contrastado de 5,66 kg/dm³.
Su recapitulación de los trabajos de John Flamsteed publicada en (1835) (incluyendo la reedición del British Catalogue) es de fundamental importancia para la historia científica de esta época.

## Reconocimientos
- La aleación metálica de gran estabilidad con la que se materializó el estándar de la yarda en 1855 (16 partes de cobre; 2,5 de estaño; y 1 parte de cinc) es denominada "metal de Baily".
- Una escuela primaria local de su localidad natal de Tatchman (la Francis Baily CofE Primary School) conmemora a Baily.
- El cráter lunar Baily lleva este nombre en su honor.[6]
- El asteroide (3115) Baily también conmemora su nombre.[7]